# Nicolae Bălcescu (okręg Teleorman)
Nicolae Bălcescu – wieś w Rumunii, w okręgu Teleorman, w gminie Călmățuiu. W 2011 roku liczyła 855 mieszkańców.